# Iglesia de Saint-Pierre-aux-Nonnains
La iglesia de Saint-Pierre-aux-Nonnains (en francés: Église Saint-Pierre-aux-Nonnains) es un antiguo edificio religioso de finales del siglo IV situado en la ciudad francesa de Metz (departamento de Mosela).
Fue construida por los romanos como palestra dentro de un conjunto termal o como basílica civil, y en el siglo VII pasó a ser una iglesia católica de una abadía benedictina. En 1556 pasó a usarse como depósito militar, ya que se ubicaba dentro de la ciudadela fortificada de Metz. En 1946 fue adquirida por la ciudad de Metz, y en los años 70 fue rehabilitada para convertirla en sala de exposiciones y conciertos.
Aunque hoy en día el edificio está desacralizado y, por tanto, ya no funciona como lugar de culto, la iglesia de Saint-Pierre-aux-Nonnains está considerada una de las más antiguas del mundo y la más antigua de toda Francia. Además, desde 1909 está catalogada como monumento histórico por el Ministerio de Cultura francés.

## Historia

### La palestra romana
El primer núcleo del edificio que hoy alberga la iglesia de Saint-Pierre-aux-Nonnains data probablemente de finales de la dinastía valentiniana, durante el reinado de Teodosio. Fue construido en el siglo IV por los galorromanos, en la entonces llamada Divodurum. En aquella época, el edificio era probablemente una palestra que formaba parte de un complejo termal o de una basílica civil. En la actualidad apenas quedan restos de esta estructura pues, al igual que muchos edificios de Metz, fue devastada por la invasión de los hunos de Atila en 451.
Sin embargo, aún es posible apreciar en uno de los lados del edificio moderno la antigua entrada (hoy tapiada), que se caracteriza por la presencia de un arco de medio punto, así como parte de la mampostería, formada por una cadena de ladrillos separados por hileras de sillares.

### La abadía benedictina

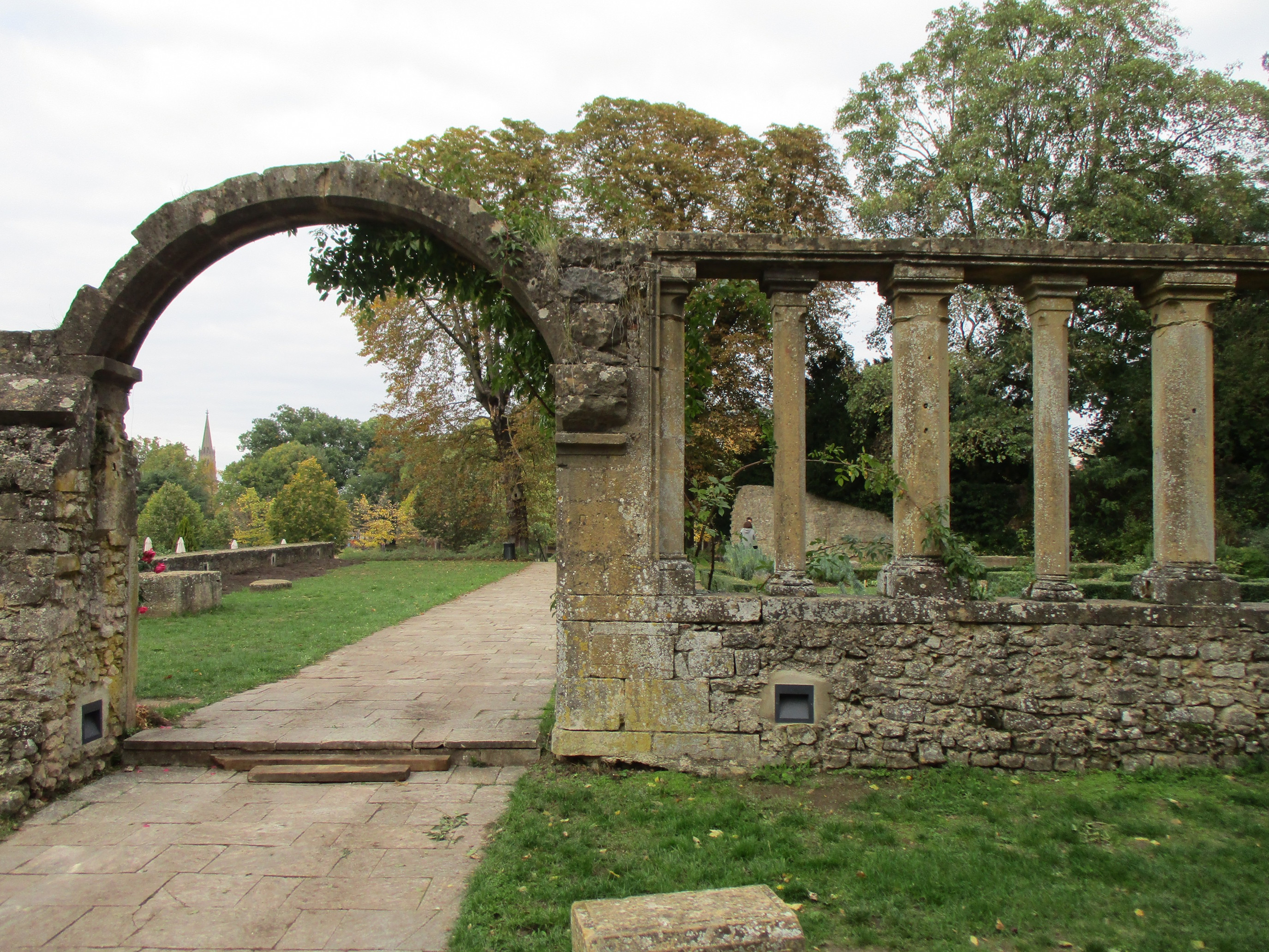
El claustro de la iglesia

Arrasada por los hunos, la palestra permaneció en estado de deterioro y abandono hasta el siglo VII. A partir del año 620, el edificio fue restaurado y se convirtió en la sede de una abadía de monjas benedictinas. De esta época sólo queda el claustro y un plúteo (muro bajo que separaba a oficiantes y fieles) que hoy se conserva en el Museo de la Corte de Oro de Metz. Se trata del ejemplo más destacado y mejor conservado de este tipo de arquitectura de toda Francia. La particularidad de este plúteo, tallado en piedra y compuesto por 12 losas y 21 pilares de piedra caliza blanca, es que está decorado con motivos que reflejan la influencia de diferentes estilos artísticos que estaban en boga durante la época merovingia, que van del romano al bárbaro, y del sirio al egipcio.

### Modificaciones otonianas y restauraciones posteriores

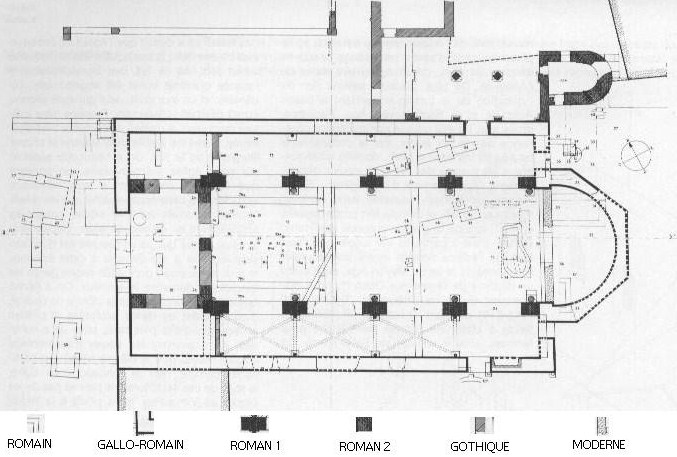
Plano de la iglesia con los diferentes órdenes de construcción: romano, galorromano, románico, gótico y moderno

En el siglo X, el emperador Otón impulsó los trabajos de restauración de la iglesia, que fue transformada de manera evidente según las reglas de la arquitectura románica: la nave se dividió en tres tramos y se añadió un nártex. Además, en uno de los laterales aún se puede apreciar una hornacina de arco de medio punto que probablemente estaba destinada a albergar un sarcófago. Pese a estas modificaciones, el hastial del edificio conserva las alineaciones de ladrillo y piedra tallada (opus mixtum) típicas de la arquitectura galorromana.
Entre los siglos XV y XVI se llevaron a cabo posteriores reformas, entre las que destaca la construcción de una bóveda de crucería gótica.
A pesar de las numerosas obras que se han realizado a lo largo del tiempo, ninguna de ellas ha eliminado por completo las intervenciones del pasado, hasta el punto de que todavía hoy se pueden apreciar vestigios de los diferentes estilos presentes en su interior.

### El uso civil

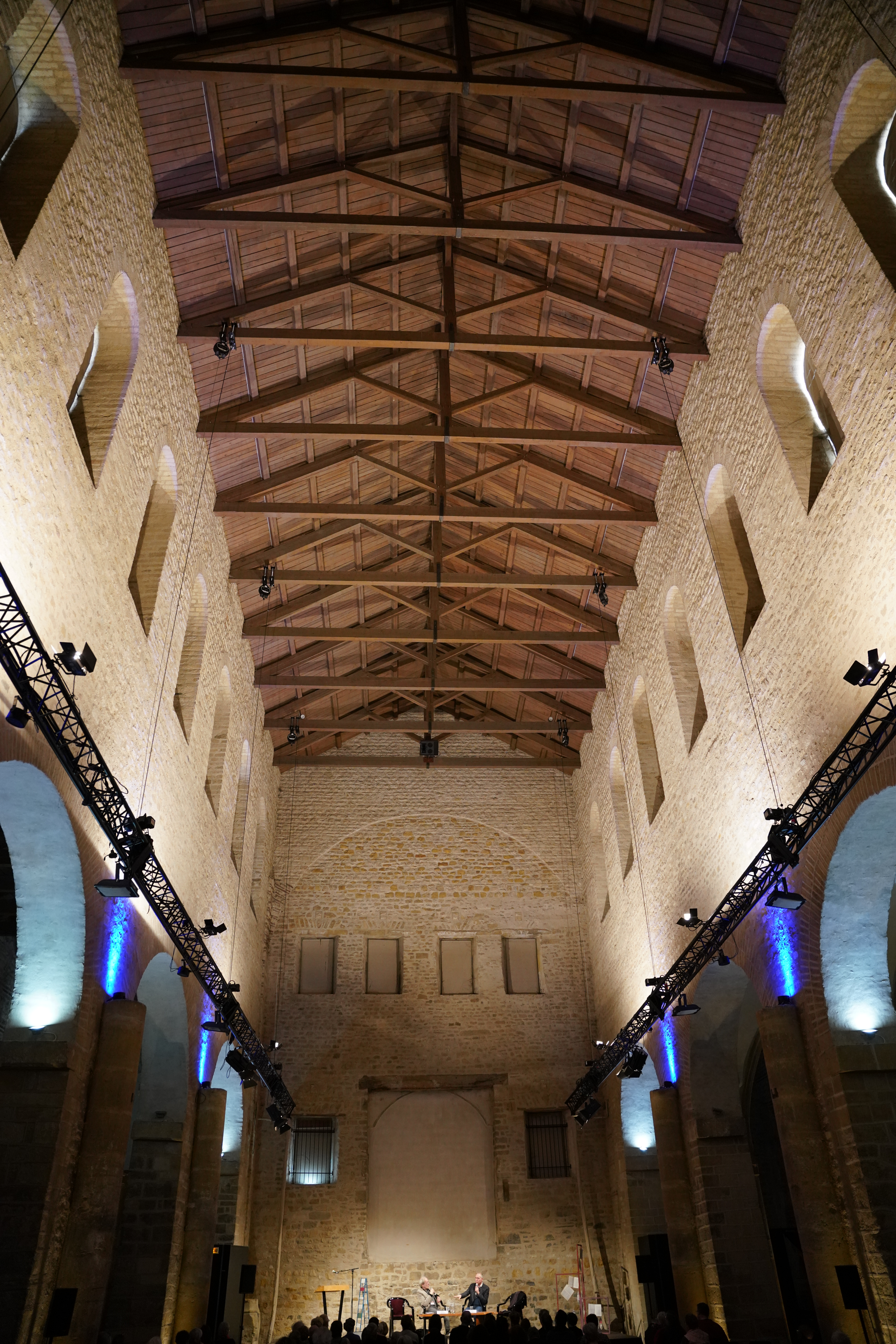
Un concierto en la iglesia de Saint-Pierre-aux-Nonnains

Tras el infructuoso asedio de Metz en 1552 por parte de Carlos V, en 1556 los franceses decidieron reforzar las defensas de Metz mediante la construcción de una nueva ciudadela fortificada. Se ordenó la destrucción de muchos edificios civiles y religiosos de la zona, pero las autoridades militares decidieron conservar la iglesia de Saint-Pierre-aux-Nonnains y la capilla de los Templarios, si bien las utilizaron como almacén de pólvora y armas para la guarnición estacionada en la ciudadela. Este nuevo uso de la iglesia llevó consigo la ejecución de nuevas reformas para adaptarla al uso militar: se añadieron escaleras, se crearon nuevas aberturas y se rehicieron los tejados.
La iglesia siguió utilizándose como depósito militar hasta alrededor de 1920. En 1946, la ciudad de Metz adquirió varios edificios que hasta entonces habían pertenecido al ejército, entre los que se encontraba la iglesia de Saint-Pierre-aux-Nonnains. En los años 1970 la iglesia fue restaurada y posteriormente transformada en sala de conciertos y exposiciones. Además de la iglesia, el emplazamiento del antiguo barrio de la ciudadela —que ha sido restaurado— alberga el Arsenal de Metz, también convertido en sala de conciertos, y la Capilla de los Templarios, que es un espacio de exposiciones. Los tres edificios conforman un conjunto monumental gestionado por el Arsenal.